# Johann Gottfried Herder
‎
Johann Gottfried von Herder, nemški pesnik, prevajalec, teolog in filozof, * 25. avgust 1744, Mohrungen, Vzhodna Prusija, † 18. december 1803, Weimar.
Najbolj je poznan po svojem vzpodbujanju razvoja širokega kulturnega gibanja romantike. Vplival je na številne avtorje, med drugim na Goetheja.

## Življenje
Rodil se je v Mohrungenu (danes Morąg) v Prusiji. Živel je v revni družini, učil pa se je s pomočjo glasbene knjige in očetove Biblije. Leta 1762 se je vpisal na univerzo v Königsbergu, kjer je postal študent Immanuela Kanta. Ob istem času je tudi postal intelektualni varovanec Johanna Georga Hamanna, ki je izpodbijal trditve posvetnega razloga.
Herder lahko upravičeno trdi, da je ustanovil novo šolo nemškega političnega razmišljanja. Čeprav se je videl kot nesocialnega, je močno vplival na njegove sodobnike. Prijatelj mu je leta 1785 napisal pismo, v katerem je trdil, da je njegova dela navdihnil bog.
Leta 1764 je Herder odšel na Rigo, da bi poučeval. V tem obdobju je napisal literarne kritike, ki so bila njegova prva pomembna dela.
Leta 1770 je Herder odšel v Strasbourg, kjer je srečal mladega Goetheja. To srečanje je eno izmed glavnih stičišč v zgodovini nemške literature, saj Goethe je s pomočjo Herderjevih literarnih kritik razvil svoj stil.  To se vidi v prvi smeri romantike viharništvo, katere Goethe je bil eden izmed glavnih predstavnikov. Leta 1771 je Herder prevzel položaj glavnega župnika ter pridigarja v Bückeburgu pod grofom Wilhelm von Schaumburg-Lippeom.
Na koncu svoje kariere je Herder podpiral francosko revolucijo, kar mu je prineslo sovraštvo njegovih številnih sodelavcev. Eden izmed razlogov za njegovo izolacijo je bil tudi, ker je napadal kantovsko filozofijo.
Leta 1802 ga je bavarski volilni knez Maksimilijan I. Jožef povzdignil v plemiški stan. Umrl je v Weimarju leta 1803.

## Delo in ideje
Leta 1772 je Herder izdal Razpravo o izvoru jezika in šel še dlje v promociji jezika in zahteval od Nemcev, da govorijo nemško. Herder je tako ustanovil temelje primerjalne filologije..
Herder je napisal pomemben esej o Shakespearju, ki ga je izdal v zborniku leta 1773 skupaj s prispevki Goetheja in Möserja. Herder je napisal: " Pesnik je stvaritelj naroda okoli sebe, da jim svet, da vidijo in v svojih rokah ima njihove duše, da jih vodi na ta svet". Na njega je najbolj vplivala poezija o narodih, še preden so postali civilizirani.
Njegova filozofija se je po letu 1776 obrnila na klasicizem. Njegova filozofija je dosegla globoko subjektiven obrat, poudarjala je vpliv fizičnih in zgodovinskih okoliščin na človeški razvoj. Poudarjal je, da mora "nekdo iti v obdobje, regijo, v celotno zgodovino in čutiti pot nekoga do vsega". Zgodovinar naj bo nov sodobnik in zgodovina znanost kot inštrument naravnega patriotskega duha.
Herder je dal Nemcem nov ponos v njihovo poreklo. Želel si je, da bi se rodil v srednjem veku in je razmišljal, ali so si nemški vladarji zaslužili, da jih prikažejo v pravi luči v skladu z nemškim razmišljanjem. Herder je enačil Nemce z gotiko in cenil vse, kar je bilo iz gotike.
Herder je bil eden izmed prvih, ki je trdil, da jezik prispeva k oblikovanju okvirov in vzorcev, s katerimi vsaka jezikovna družba razmišlja in čuti. Za Herderja je jezik organ razmišljanja. To je bilo velikokrat napačno razloženo. Herder ne trdi, da jezik ne določa razuma. Jezik je sredstvo in izraz človekove ustvarjalne zmožnosti razmišljanja skupaj z drugimi. Za njega je kultura, jezik, razmišljanje, čustvovanje ter literatura posameznikov in tradicije ljudi so izrazi svobodomiselnih skupin in posameznikov, ki se izražajo v prostoru in času. Herderjev poudarek na jezik in kulturno tradicijo kot vezi, ki ustvarijo narod, je bil razširjen še na folkloro, ples, glasbo in umetnost.
Herder je dal izjemno pomembnost konceptu narodnosti in domoljubju - "tisti, ki je izgubil svoj domoljuben duh, je izgubil sebe in vse svetove o njem", medtem ko je učil da " v nekem smislu je vsaka človeška perfekcija narodna". Herder je izrazil svojo teorijo do ekstrema s trditvijo, da v državi obstaja samo en razred: das Volk, ljudstvo. V ta razred spadajo tako kmetje kot kralji.
Herder je ločeval narode glede na podnebje, izobrazbo, tuje odnose, tradicijo in dednostjo. Vsak narod nosi v sebi raven svoje popolnosti, popolnoma neodvisen od vsakih primerjav z drugimi narodi, saj se vsak narod razlikuje v poetiki, izgledu, okusih, uporabi, običajih in jezikih.
Po potovanju v Ukrajino je Herder postavil napoved, da bodo Slovani nekoč najmočnejši v Evropi, saj bodo zahodni Evropejci zavrgli krščanstvo in propadli, medtem ko se bodo vzhodni Evropejci držali svoje religije in njihovih idealov, tako bodo tudi postali glavna moč Evrope. Ena izmed podobnih napovedi je, da bodo Madžari izginili in se asimilirali s sosednjimi slovanskimi državami.

### Nemčija in razsvetljenstvo
Herder je dvomil, ali je Nemčija za krščanstvo plačala previsoko ceno. Njegovoo domoljubje je občasno mejilo na narodni panteizem, zahteval je ozemeljsko enotnost. V svojem delu Ideje k filozofiji zgodovine človeštva je napisal: "Primerjaj Anglijo z Nemčijo: Angleži so Nemci, in celo v zadnjih časih so pri najpomembnejših stvareh Angleže usmerjali Nemci."
Herder, ki ni maral absolutizma in pruskega nacionalizma, se je distanciral od razsvetljenstva. Poskušal je uskladiti čustva z mišljenjem, s pomočjo katerega je vse znanje implicitno v duši: najosnovnejša stopnja je čutna in intuitivno zaznavna, kar z razvijanjem lahko postane samozavestno in racionalno. Za Herderja je ta razvoj harmonizacija enostavne in neizvirne resnice, izkušenj ter inteligentnosti, čustvovanja in razumevanja.
Je prvi izmed Nemcev, ki je bil zaskrbljen s to harmonijo. Kot mislec je bil preveč prodoren, da ne bi razumel in se bal ekstremov, ki bi lahko nastali zaradi njegove teorije, zato je izdal posebna opozorila. Trdil je, da morajo Judje v Nemčiji imeti vse pravice in obveznosti Nemcev in da vsi, ki niso Judje, dolgujejo Judom dolgove za stoletja zlorabe. Ta dolg je lahko poplačan samo tako, da Judje dobijo politično samostojnost v svoji starodavni domovini Izrael. Prav tako je zavrnil oprijemanje toge rasne teorije.
Oznanil je, da je narodna slava prevarantska zapeljivka. Ko doseže neko višino, zapne glavo z železnim trakom. Zaprta v megli vidi zgolj svojo sliko; ni dovzetna za tuje vtise.
Herder je poudaril, da njegov koncept naroda vzpodbuja demokracijo in svobodno samoizražanje človekove identitete. Oznanil je podporo za francosko revolucijo, kar mu je prineslo slab glas pri plemstvu. Od Kantove filozofije ga je ločilo, da ni umestil razmišljanja v kontekst jezika. Menil je, da razum ne more biti kritiziran, saj ne obstaja z izjemo procesa razmišljanja. Ta proces je odvisen od jezika.